# Juan de Agramont y Toledo

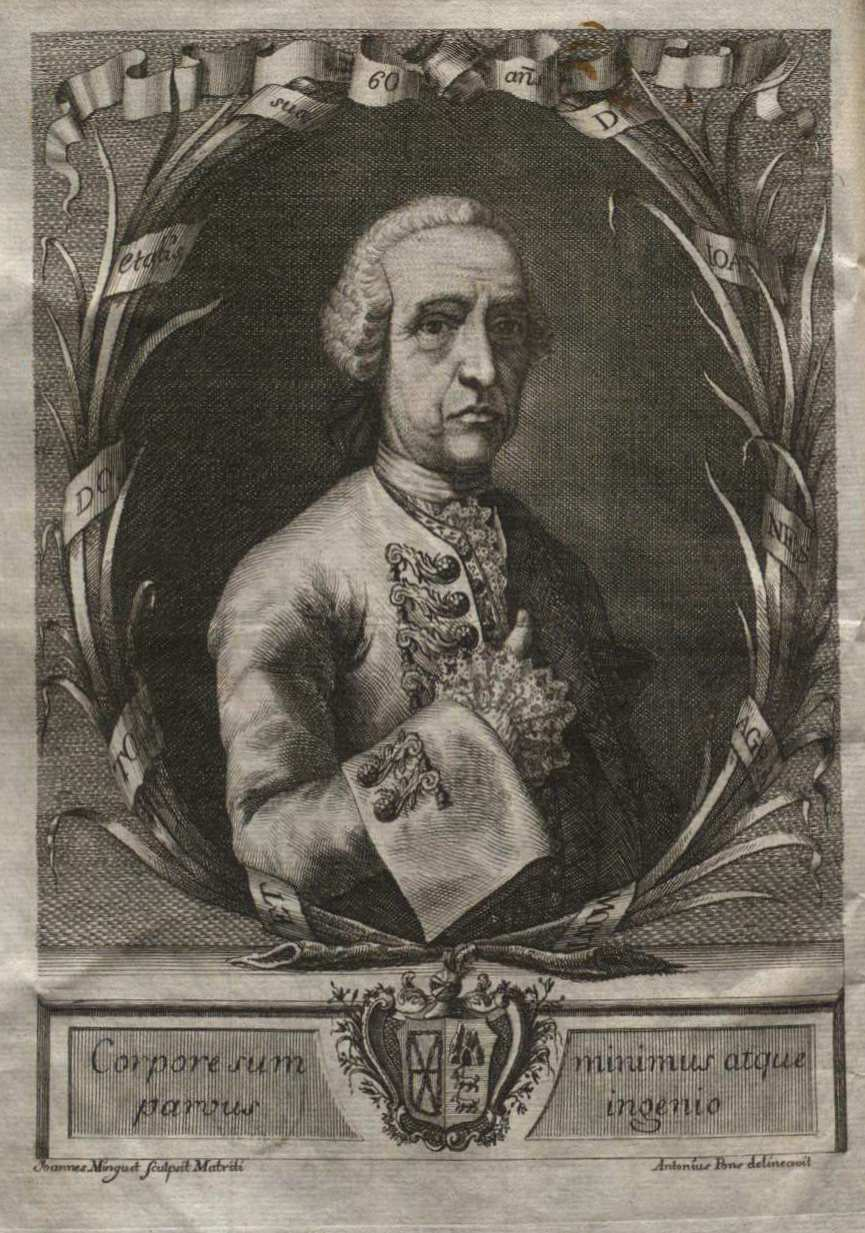
Retrato de Juan de Agramont y Toledo a sus sesenta años de edad. Grabado de Juan Minguet por dibujo de Antonio Ponz. Biblioteca Nacional de España.

Juan de Agramont y Toledo (c., 1701-después de 1769), poeta y dramaturgo español. De origen posiblemente navarro, residió y trabajó siempre en Madrid.

## Biografía
Gran parte de su producción ha quedado manuscrita, siendo lo primero que de ella se conoce y de lo poco que llegó a ver la luz de la imprenta dos piezas de carácter hagiográfico: una comedia de santos, Comedia nueva de la Tercera Dominica. Santa Columba de Reati, impresa en Madrid en 1730, y una breve colección de poesías en honor de san Agustín, La gran rueda de la fortuna. Octavario célebre, en aplauso del gran doctor, obispo y fundador, san Agustín, Madrid, 1732.
En 1735 estrenó en el Teatro de los Caños del Peral, a cargo de las Compañías de Representantes Españoles, la ópera La cautela en la amistad y robo de las sabinas, con música de Francesco Corselli, drama para ser representado con música del que se conocía el libreto, impreso el mismo año por Gabriel del Barrio con dedicatoria a la infanta María Teresa, pero del que se había perdido la música hasta ser recuperada por Ars Hispana en 2016 en el Santuario de Lluc en Mallorca y en la Catedral Metropolitana de la Ciudad de Guatemala.
Más tardía y al parecer más fecunda fue su dedicación al teatro breve al que se dedicó especialmente a partir de 1755 y hasta 1769, en que dejó de estrenar. Manejando con habilidad y solvencia las convenciones del género, buena parte del éxito de sus entremeses y sainetes correspondería a los papeles confiados al gracioso, papeles que eran asumidos por su amigo Miguel de Ayala.
Dejó sin publicar un cuaderno de obras líricas y dramáticas, principalmente décimas y seguidillas con algunos sainetes y entremeses conservado manuscrito en la Biblioteca Nacional de España, para el que ya contaba con la censura del Consejo de Castilla.